# Wybory parlamentarne w Polsce w 1928 roku

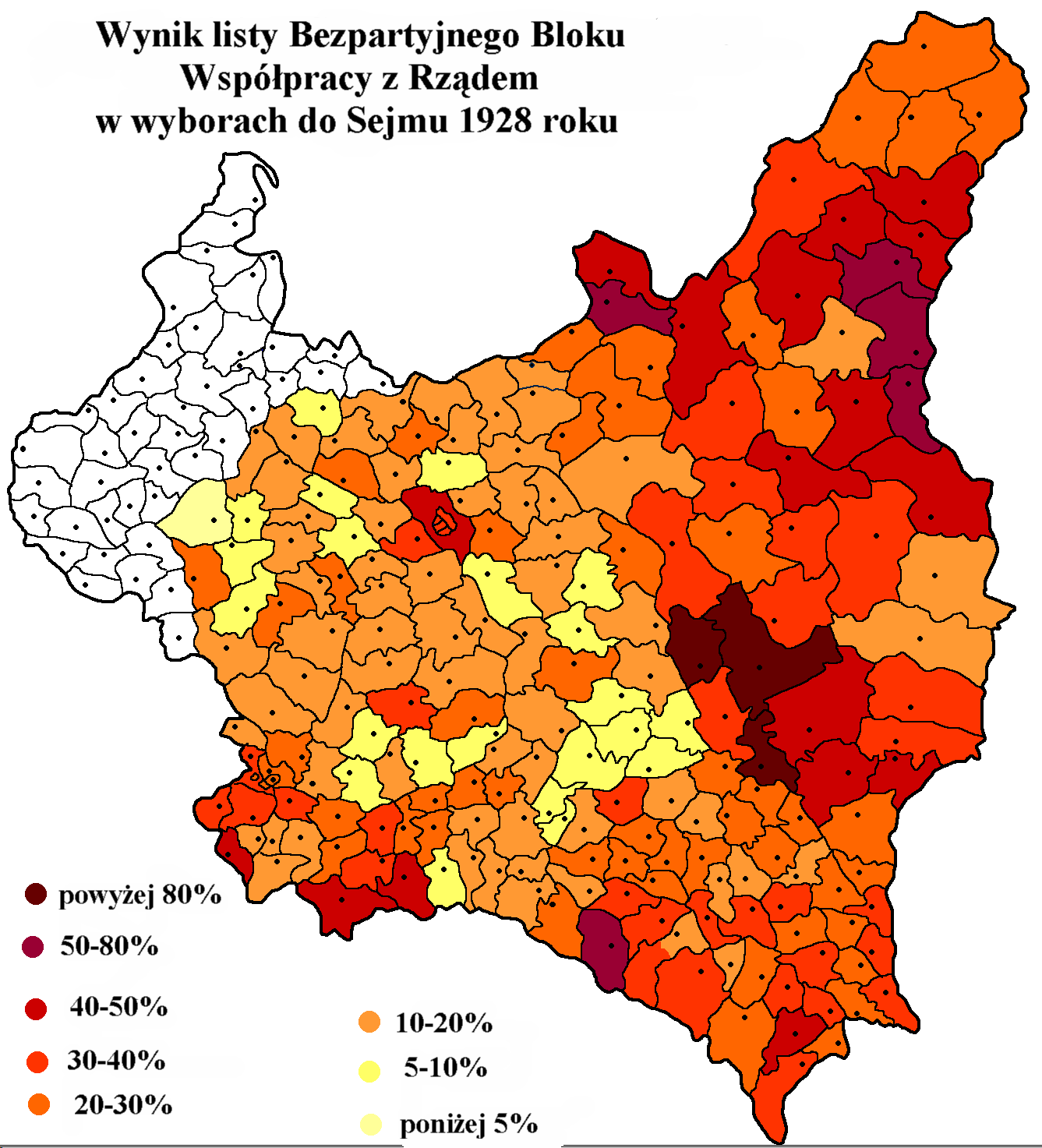
Wynik listy Bezpartyjnego Bloku Współpracy z Rządem w wyborach do Sejmu 1928 roku

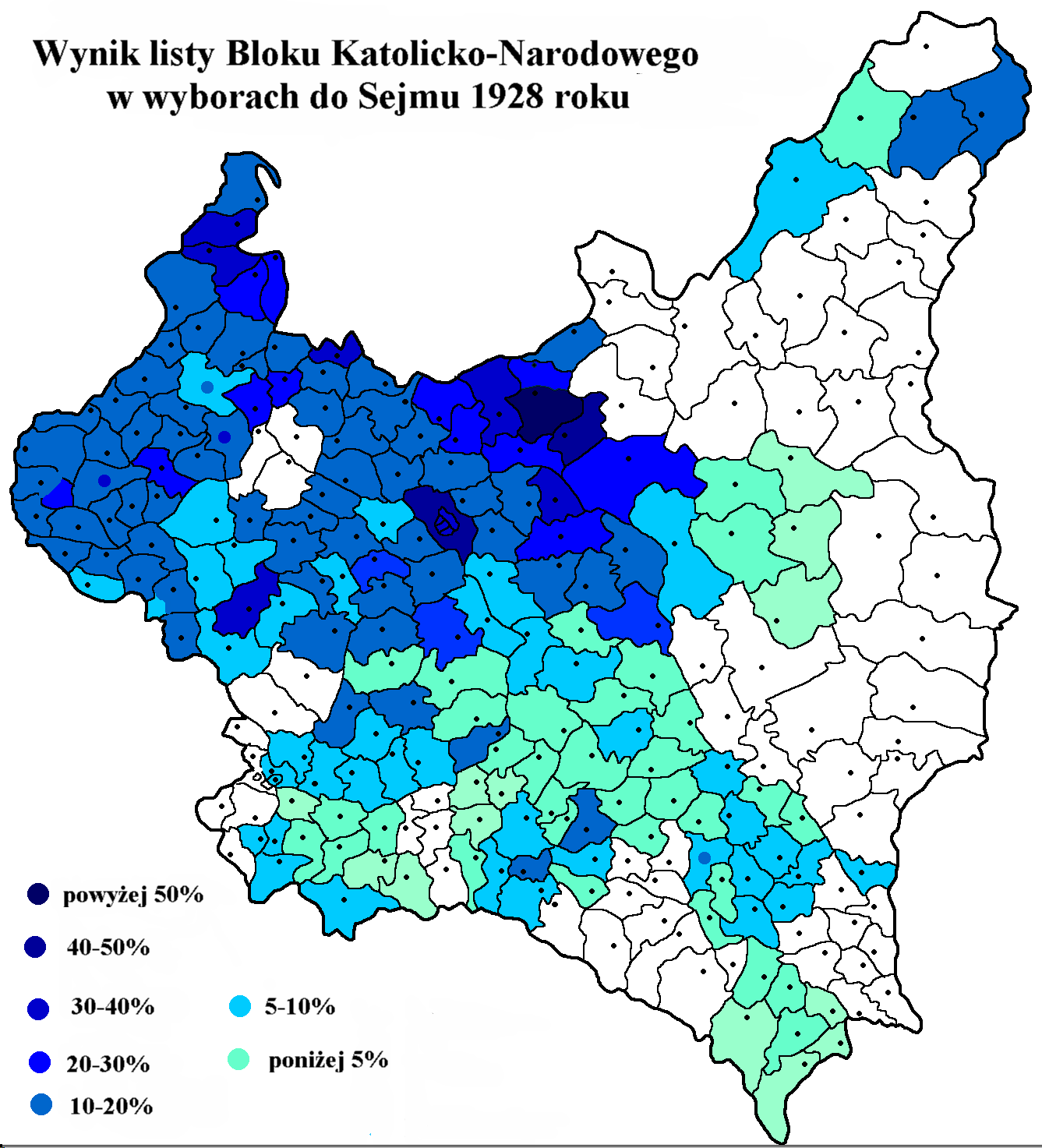
Wyniki listy Bloku Katolicko-Narodowego w wyborach do Sejmu 1928 roku

Wybory parlamentarne w Polsce w 1928 roku – wybory przeprowadzone 4 marca 1928 r. (do Sejmu) i tydzień później – 11 marca (do Senatu) po zakończeniu w 1927 roku poprzedniej kadencji. Dwa lata po dokonaniu przez Józefa Piłsudskiego zamachu majowego zwyciężyło nowo utworzone ugrupowanie sanacyjne, Bezpartyjny Blok Współpracy z Rządem.

## Zasady
Wybory odbywały się na podstawie ustawy z dnia 28 lipca 1922 r. ordynacja wyborcza do Sejmu RP. 372 posłów wybrano w 64 okręgach wyborczych. W dniu 15 marca Państwowa Komisja Wyborcza dokonała podziału 72 mandatów pomiędzy 9 list państwowych, z list które uzyskały posłów co najmniej w sześciu okręgach.
W wyborach uczestniczyło 717 list, z tego 137 nie przyłączonych do list państwowych i 580 list przyłączonych. Na okręg przeciętnie przypadało dwanaście list.
Po wyborach wpłynęły 183 protesty wyborcze do Sądu Najwyższego. W większości dotyczyły one Kresów wschodnich. W marcu 1928 r. na wniosek PPS powołano w Sejmie komisję nadzwyczajną ds. nadużyć wyborczych.

## Frekwencja
W wyborach do Sejmu wzięło udział 11 728 360 osób, co stanowiło 78,3% uprawnionych do głosowania. Najwyższa frekwencja wystąpiła w okręgach: Katowice – 93,93%, Królewska Huta – 92,64%. Ostrów Wielkopolski – 90,46%, Konin – 89,96%, Szamotuły – 89,34, powiat poznański – 89,15%, Cieszyn – 89,13%.
Najniższa frekwencja wyborcza była w okręgach: Poznań – miasto – 59,61%, Lwów – miasto – 61,12%, Nowogródek – 62,23%, Święciany – 62,30%, Łuck – 63,12%.

## Wyniki
W wyborach w marcu 1928 r. następujące listy uzyskały mandaty:
| Numer listy         | Lista                                                                | Liczba głosów | % głosów | Mandaty w okręgach | Mandaty z listy państwowej | Suma mandatów |
| ------------------- | -------------------------------------------------------------------- | ------------- | -------- | ------------------ | -------------------------- | ------------- |
| Lista nr 1          | Bezpartyjny Blok Współpracy z Rządem                                 | 2.399.032     | 21,0%    | 102                | 23                         | 125           |
| Lista nr 2          | Polska Partia Socjalistyczna                                         | 1.481.279     | 13,0%    | 52                 | 12                         | 64            |
| Lista nr 3          | PSL „Wyzwolenie”                                                     | 834.448       | 7,3%     | 33                 | 7                          | 40            |
| Lista nr 7          | Narodowa Partia Robotnicza                                           | 228.088       | 2,0%     | 12                 | 2                          | 14            |
| Lista nr 8          | Robotnicze Socjalistyczne Zjednoczenie (Sel-Rob)                     | 179.536       | 1,6%     | 4                  | 0                          | 4             |
| Lista nr 10         | Stronnictwo Chłopskie                                                | 618.503       | 5,1%     | 22                 | 4                          | 26            |
| Lista nr 13         | Jedność Robotniczo-Chłopska                                          | 217.298       | 1,9%     | 7                  | 0                          | 7             |
| Lista nr 14         | Związek Chłopski                                                     | 135.276       | 1,2%     | 3                  | 0                          | 3             |
| Lista nr 17         | Zjednoczenie Narodowe Żydowskie w Małopolsce                         | 240.780       | 2,1%     | 6                  | 0                          | 6             |
| Lista nr 18         | Blok Mniejszości Narodowych w Polsce                                 | 1.438.725     | 12,6%    | 45                 | 10                         | 55            |
| Lista nr 19         | Sel-Rob-Lewica                                                       | 143.475       | 1,2%     | 3                  | 0                          | 3             |
| Lista nr 20         | „Ruska”                                                              | 133.196       | 1,2%     | 1                  | 0                          | 1             |
| Lista nr 21         | Narodowo-Państwowy Blok Pracy                                        | 146.946       | 1,3%     | 5                  | 0                          | 5             |
| Lista nr 22         | Blok Ukraińskich Socjalistycznych i Włościańsko-Robotniczych partii  | 268.677       | 2,4%     | 2                  | 0                          | 2             |
| Lista nr 24         | Blok Katolicko-Narodowy                                              | 925.744       | 8,1%     | 30                 | 7                          | 37            |
| Lista nr 25         | Polski Blok Katolicki PSL „Piast i Chrześcijańskiej Demokracji       | 770.891       | 6,7%     | 28                 | 5                          | 33            |
| Lista nr 26         | Ukraińska Partia Pracy                                               | 44.919        | 0,4%     | 1                  | 0                          | 1             |
| Lista nr 30         | Katolicka Unia Ziem Zachodnich                                       | 193.323       | 1,5%     | 3                  | 0                          | 3             |
| Lista lokalna nr 36 | Zjednoczona Lewica Chłopska „Samopomoc” (Lublin)                     | 18.122        |          | 1                  | 0                          | 1             |
| Lista lokalna nr 37 | Zjednoczenie Robotnicze (komuniści) (Łódź)                           | 49.230        |          | 2                  | 0                          | 2             |
| Lista lokalna nr 38 | Polski Blok Katolicki (grupa Korfantego) (Śląsk)                     | 109.606       |          | 3                  | 0                          | 3             |
| Lista lokalna nr 39 | „Obóz Rolników” (Białystok)                                          | 19.607        |          | 1                  | 0                          | 1             |
| Lista lokalna nr 39 | „Zmagań za interesy Robotników i Włościan” (białoruska) (Nowogródek) | 71.706        |          | 2                  | 0                          | 2             |
| Lista lokalna nr 41 | „Białoruscy Włościanie i Rolnicy” (Lida)                             | 35.076        |          | 3                  | 0                          | 3             |